# La Garrovilla
La Garrovilla là một đô thị trong tỉnh Badajoz, Extremadura, Tây Ban Nha. Theo điều tra dân số 2010 (INE), đô thị này có dân số là 2490 người.